# ميغيل كابانياس
ميغيل كابانياس فرير (بالإسبانية: Miguel Cabanellas Ferrer)‏ (كارتاخينا 1 يناير 1872 - مالقة 14 مايو 1938) هو جنرال في الجيش الإسباني وأحد قادة انقلاب سنة 1936 الذي أدى إلى الحرب الأهلية الإسبانية.

## حياته

### سنواته الأولى
ميغيل مانويل فيرجيليو خواكين كابانياس فيرير، ابن فيرجيليو كابانياس تابيا في ذلك الوقت كابتن في سلاح مشاة البحرية، وأمه كلارا فيرير ريتستون. وانضم أحد إخوانه فيرجيليو إلى الجيش وأصبح جنرال. أكمل شهادة البكالوريا في المدارس الدينية في يكلا، وكان معه في ذلك الوقت الروائي أثورين. ثم دخل بعدها الأكاديمية العسكرية العامة في طليطلة. ثم انضم إلى سلاح الفرسان سنة 1889. تزوج في 24 مايو 1894 وبعدها بأيام انتقل إلى كوبا.
حصل على إلى ملازم ثان لسلاح الفرسان في 2 نوفمبر 1894. وفي 23 أغسطس 1895 قام بقتال القوات تحت قيادته في سابانا دي سان سيرابيو، وتلقى بسببها ميدالية الجدارة العسكرية من الدرجة الأولى. وفي 1 ديسمبر 1896 دخل مرة أخرى في قتال في تومبا ديتيسورو، تم تكريمه مرة أخرى. نجا من الحمى الصفراء، وفي 1 أكتوبر 1897 تمت ترقيته إلى نقيب.

### الأداء في أفريقيا
انتقل بعد كوبا إلى الخدمة في محمية المغرب، وتدخل في غزو آيت عيشة والتي تمت ترقيته إلى رائد في 1 يوليو 1909 ونال شارة الاستحقاق العسكرية الحمراء ومارينا كريستينا من الدرجة الأولى. في 1910 اقترح إنشاء فيلق متطوع من الريفيون لتكوين الوحدات النظامية الأولى (مقاتلين مغاربة مؤطرين في الجيش الإسباني). شاركت هذه الوحدات الأولى بنجاح في الدفاع عن مليلية والعرائش. وفي 15 مايو 1911 بدأت عملية للجيش الإسباني في يانوس دي جاريت حيث تدخلت مع ثلاثة طوابير من قوات النظاميين بقيادة كابانياس ونال نتيجة لأدائه على الترقية. وفي شهري يوليو وأغسطس 1921 عانت القوات الإسبانية من هزائم متتالية في الريف وأجبرت بعد خسائرها الفادحة على إخلاء مواقعها، وانتهت بمعركة أنوال الكارثية لهم. أثار تقدم المغاربة في العروي مخاوف من أنهم قد يسيطرون على مليلية. في سبتمبر بدأ هجوم إسباني شارك فيه كابانياس في قيادة أحد الطوابير، والذي استمر حتى ديسمبر والذي تم فيه استعادة العروي وسلوان.
كانت مجالس الدفاع أحد أوجه القصور الخطيرة التي عاني منها الإسبان في المغرب، وهي عبارة عن هيئات مكونة من ضباط يتدخلون بقوة في تحركات القوات المسلحة. فانتقدها العديد من الضباط (كابانياس وفرانسيسكو فرانكو وميلان أستراي ومولا) مما أدى إلى محاكمة العميد كابانياس ومحاولة إعفائه من القيادة. وفي 18 نوفمبر 1921 فتحت تلك المجالس تحقيقات عن الاتهامات والشتائم ضد كابانياس بسبب رسالة نشرها بالصحف، قال فيها إن «رؤساء مجالس الدفاع هم المسؤولين عن كارثة معركة أنوال التي وقعت في مليلية، وشكك في القرارات والتطاول على الميزانية دون التوزيع الصحيح للعتاد وعدم زيادة كفاءة الوحدات». في يناير 1922 صدر مرسوم حكومي يحد من خصائص مجالس الدفاع إلى طبيعة إعلامية وفي شهر نوفمبر حلت وحظر تشكيل أي جمعية عسكرية مستقبلا.
بقي كابانياس في المغرب حتى 13 مايو 1922 عندما عاد إلى إسبانيا.

### الديكتاتورية والجمهورية الثانية
في نهاية مايو 1924 تمت ترقيته إلى قائد فرقة وبعد شهر أصبح الحاكم العسكري لمينوركا. قادته أيديولوجيته الليبرالية والجمهورية إلى مواجهة ديكتاتورية بريمو دي ريفيرا. نتيجة لهذه المواجهة فقد عزل من منصبه يوم 26 يوليو 1926 واحتجز لعدة أيام. ثم كرس نفسه لتشجيع أي مؤامرة موجهة ضد الديكتاتورية، وانضم إلى المؤامرة الفاشلة التي قادها خوسيه سانشيز غيرا في
1929 وأيضا احتجز فيها لبضعة أيام. أثناء التآمر ضد الملكية مع الجنرال غونزالو كيبو ديانو والرائد رامون فرانكو في 12 ديسمبر 1930، اندلعت انتفاضة خاكا التي شارك فيها اثنان من أبنائه. فشلت الانتفاضة التي قادها النقيبان فيرمن غالان وأنخيل غارسيا هرنانديز، فأعدما رميا بالرصاص.
في 14 أبريل 1931 تم إعلان الجمهورية، وبسبب دعمه للقضية الجمهورية عينت الحكومة المؤقتة كابانياس قبطانا عاما للمنطقة العسكرية الثانية (الأندلس) في 17 أبريل 1931. حيث أعلن على الفور حالة الحرب بسبب الاضطرابات التي كانت تجري في البلاد، وهو إجراء قد تكرر في 12 مايو من نفس العام. ثم عين بعد ذلك قائدًا للجيش في المغرب وفي 3 فبراير 1932 حل محل خوسي سانخورخو في قيادة للحرس المدني، واستمر فيه حتى 15 أغسطس 1932.
خلال فترة السنتين الراديكالية (1934-1935) مع حكومة محافظة انتخب كابانياس نائبا للكورتيس في جيان عن الحزب الجمهوري الراديكالي بزعامة أليخاندرو ليروكس. هناك تم تعيينه رئيسًا لجنة الحرب، لكنه استقال نتيجة لتعيينه مفتشًا عامًا لحرس الحدود. بعد ذلك انتقل إلى منصب المفتش العام للحرس المدني ثم رئيسا للمنطقة العسكرية الخامسة (سرقسطة).

### انقلاب 1936 العسكري والحرب الأهلية

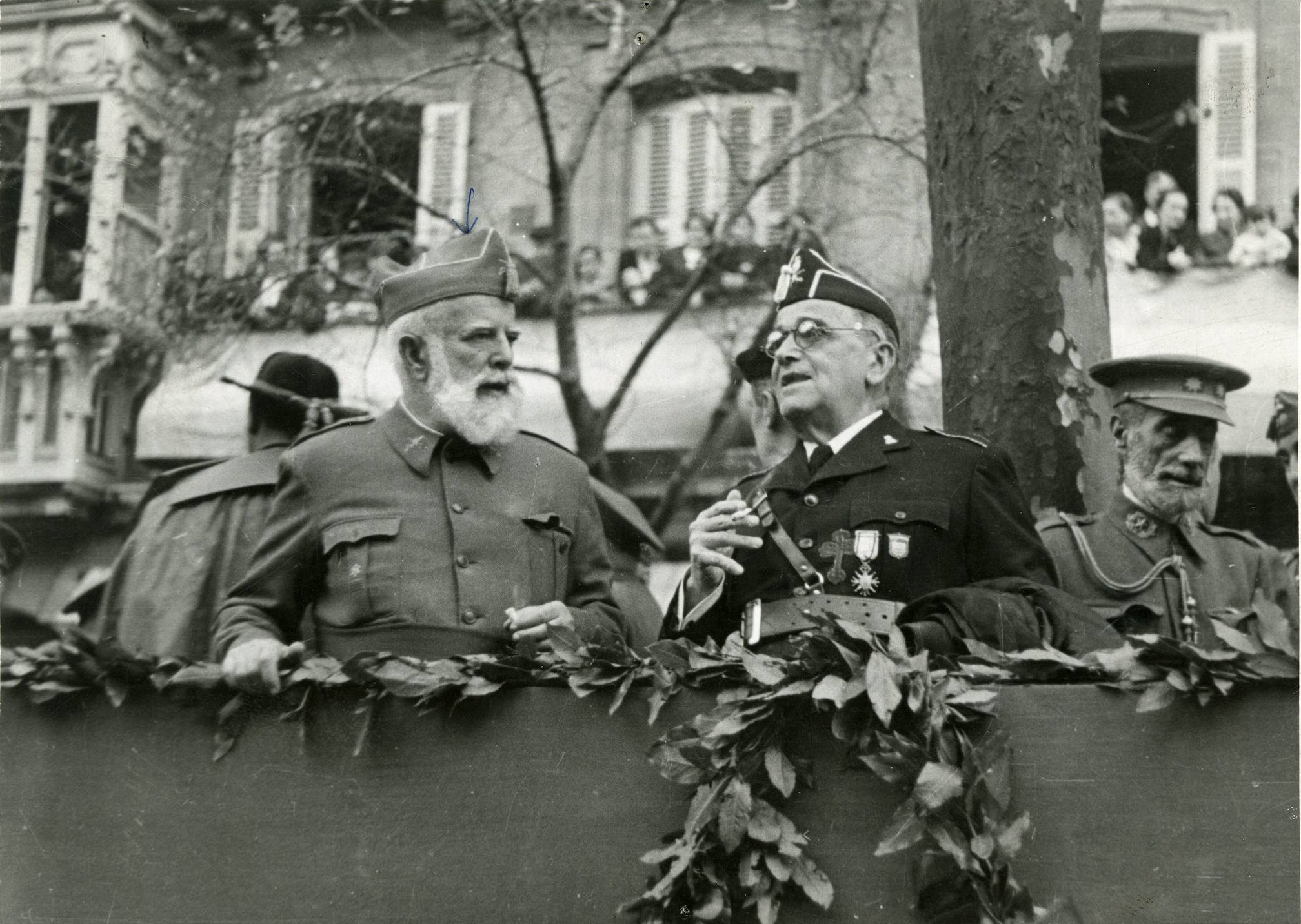
الجنرال كابانياس مع ضباط في عرض عسكري في سان سيباستيان سنة. 1938

هناك آراء متناقضة بشأن مشاركة كابانياس قائد المنطقة العسكرية الخامسة في المؤامرة التي بلغت ذروتها في انقلاب 17 و 18 يوليو 1936 ضد حكومة الجمهورية التي أطلقت عليها الدعاية الفرانكوية لاحقا الانتفاضة الوطنية [الإسبانية].
بينما أكد البعض أنه انضم إلى الانتفاضة بمجرد أن بدأت، بينما قال آخرون أنه كان لديه مشاركة مسبقة في التحضير لها. ووفقًا للأخيرة فإن الجنرال كويبو دي يانو الذي شارك في المؤامرة مع الجنرال مولا وضباط آخرين أرسل اللفتنانت كولونيل المهندسين رافائيل فرنانديز ليطلب منه التعاون في ذلك. بما أن الجواب كان بالإيجاب فقد تم الاتفاق على اجتماع مع الجنرال مولا في 7 يونيو 1936 في موريللو دي لاس ليماس. تضمن مشروع مولا بأن يكون كابانياس وزير الحرب المستقبلي.
عندما اندلع التمرد، أمر بنشر القوات في أماكن إستراتيجية في سرقسطة واعتقال 360 من القياديين من حزب الجبهة الشعبية، بما في ذلك الحاكم المدني لسرقسطة، وكذلك مبعوث الحكومة العامة ميغيل نونيز دي برادو. أعلن بعدها حالة الطوارئ والمصادقة على أفكاره الجمهورية.
توقع المتآمرون إنشاء إدارة عسكرية برئاسة الجنرال خوسيه سانخورخو لقيادة الحركة، لكنه توفي في 20 يوليو 1936 في حادث تحطم طائرة، لذلك وافقوا على تشكيل مجلس الدفاع الوطني، الذي أصبح الهيئة العليا للمتمردين بموجب قانون 24 يوليو 1936، والذي عين أيضًا كابانياس رئيسًا لها، والذي كان في ذلك الوقت أقدم جنرال بين المتمردين. لذلك كانت الرئاسة ذات طابع رمزي تقريبًا مع بعض القوة، وفي الواقع فصله هذا التعيين عن القيادة الفعالة للقوات. بعد ذلك بأسبوعين وقع مرسومًا تم بموجبه استبدال العلم ثلاثي الألوان (الأحمر والأصفر والأرجواني) الذي أنشأته الجمهورية الإسبانية الثانية باللون الثنائي (الأحمر والأصفر) الذي تم إدخاله في إسبانيا بواسطة كارلوس الثالث.
في 21 سبتمبر 1936 عُقد اجتماع في سالامانكا حيث كان من المقرر أن يناقش المجلس العسكري إنشاء قيادة عسكرية واحدة لتجنب الاحتكاك مثل تلك التي جرت قبل شهرين، والتي تمت الموافقة عليها مع معارضة كابانيلاس. ثم تم التصويت على تعيين فرانشيسكو فرانكو (الذي كان آمر القوات الأفريقية) ليكون القائد العام أو جنراليسمو [الإسبانية]، فامتنع كابانياس عن التصويت نظرًا لموقفه المخالف للإجراء، وقال مخاطبا زملائه الذين توجوا فرانكو القائد العام أو الجنراليسمو: «أنت لا تعلمون ماقمتم به، لأنكم لا تعرفونه مثلما أعرفه أنا، قد كان تحت قيادتي في الجيش الأفريقي، قائدًا لإحدى الوحدات تحت إمرتي.. إذا أعطيته إسبانيا فسيعتقد أنها ملكه ولن يدع أي شخص يحل محله في الحرب أو بعدها حتى وفاته».
وتكهن بعض المؤلفين أنه لم يعط قيادة أي القوات بسبب عضويته في الماسونية. ومع ذلك أكد آخرون أنه من خلال القيام بذلك، أراد فرانكو أن يسلب كل سلطته. كان أول إجراء فرانكو هو إزالة كابانياس من كل سلطة حقيقية، وقلده المفتش العام للجيش وهو المنصب الذي احتفظ به حتى وفاته في 1938. وأمر فرانكو بعد وفاته مباشرة بطلب جميع وثائقه.